# Podalonia argentipilis
Podalonia argentipilis är en biart som först beskrevs av Léon Abel Provancher 1887.  Podalonia argentipilis ingår i släktet Podalonia och familjen grävsteklar. Inga underarter finns listade i Catalogue of Life.